# Кохесес-де-Іскар
Кохесес-де-Іскар (ісп. Cogeces de Íscar) — муніципалітет в Іспанії, у складі автономної спільноти Кастилія-і-Леон, у провінції Вальядолід. Населення — 175 осіб (2010).
Муніципалітет розташований на відстані близько 130 км на північний захід від Мадрида, 32 км на південний схід від Вальядоліда.

## Демографія
Динаміка населення (INE ):